# Rugslag (elementair)
De rugslag is een zwemslag die wordt gezwommen op de rug. In het elementair zwemmen wordt er onderscheid gemaakt tussen enkelvoudige rugslag, samengestelde rugslag en rugcrawl. Dit in tegenstelling tot de wedstrijdsport waarbij rugslag alle slagen op de rug omvat.

## Essentie
De essentie van de rugslag is om met relatief weinig energie, veel verplaatsing in het water mogelijk te maken. Dit is van belang bij lange afstanden.

## Enkelvoudige rugslag
De enkelvoudige rugslag is doorgaans de eerste zwemslag die de kinderen krijgen aangeleerd. De slag vormt namelijk de basis voor de schoolslag. Wanneer een kind de enkelvoudige rugslag technisch goed beheerst, zal het de schoolslag snel aanleren. Bij de enkelvoudige rugslag bevinden de armen zich passief naast het lichaam. In de praktijk wordt de kinderen aangeleerd om de handen in de zij te houden. De benen maken een contrabeweging en vervolgens een stuwbeweging, waarna een drijfmoment volgt.

## Samengestelde rugslag
De samengestelde rugslag is een uitbreiding van de enkelvoudige rugslag. Anders dan bij die laatste worden de armen bij de samengestelde rugslag wel gebruikt. De beenslag is hetzelfde als bij de enkelvoudige rugslag, de armslag bestaat uit achtereenvolgend een glij-, insteek-, doorhaal-, uithaal- en overhaalfase. De armen worden hierbij tegelijkertijd over het water naar voren gehaald en maken onder water gelijktijdig de doorhaal.

## Rugcrawl
Bij de rugcrawl gaan de benen op en neer, vlak langs elkaar, waarbij de inzet van de beweging in de heup begint. De beenslag is hetzelfde als bij de borstcrawl. De armen worden om de beurt over en door het water gehaald. De doorhaal kan zowel met een gestrekte arm als met een gebogen arm plaatsvinden.